# Franjo Fijavž
Franjo Fijavž, slovenski gospodarstvenik, * 19. november 1914, Loka pri Št. Janžu na Dravskem polju (današnje Starše), † 10. september 1982, Ljubljana.

## Življenje in delo
Leta 1940 je končal šolo za tržne inšpektorje v Zagrebu. Kot tržni inšpektor in upravnik prehranjevalnega urada je služboval v Celju. Član Komunistične partije Jugoslavije je postal 1935. Od 1941 je bil aktivist in član mestnega odbora Osvobodilne fronte Celje. Od tam je odšel na Hrvatsko, bil v letih 1943-1944 partizan v 13. brigadi Rade Končar, nato v Sloveniji šef sanitete 7. korpusa ter referent za Štajersko in Koroško na oddelku za preskrbo in trgovino pri SNOS. Po osvoboditvi je sprva delal v ministrstvu za trgovino v vladi Ljudske republike Slovenije, nato je bil do leta 1972 direktor podjetja Sadje in Slovenija Sadje. Pospeševal je razvoj sadjarstva in sodeloval pri gradnji hladilnic v Zalogu pri Ljubljani in Bohovi. Kot zunanji sodelavec Muzeja novejše zgodovine v Celju se je ukvarjal z zgodovino NOB.